# Isin
Isin (arabisch إيسن; heute: Išān (al-)Bahrīyāt; al-Qadisiya-Gouvernement; Irak) war eine Stadt im altorientalischen Mesopotamien. Ihre Überreste befinden sich ca. 200 km südsüdöstlich von Bagdad und 35 km südsüdwestlich von Nippur. Sie wird bereits in Keilschrifttexten aus dem 3. Jahrtausend v. Chr. erwähnt. Besonders prägend wirkte sie sich auf die mesopotamische Geschichte zu Beginn des 2. Jahrtausend v. Chr. aus.

## Stadtgeschichte
Vor dem Aufstieg der Stadt zur Provinzhauptstadt in der Ur III-Zeit (2112–2004 v. Chr.) ist von Isin nicht viel bekannt, man darf aber von einer regionalen Bedeutung als Kultzentrum der Stadtgöttin Gula ausgehen. Nach dem Fall der III. Dynastie von Ur wurde Isin Hauptstadt eines unabhängigen Fürstentums. Damals begründete der vormalige Statthalter Išbi-Erra eine eigene Dynastie (I. Dynastie von Isin, 2017–1794 v. Chr.). Sein Reich wurde später in den Kriegen mit Larsa und Babylon vernichtet. Die Stadt wurde von Rim-Sin I. von Larsa erobert, blieb aber nicht ungestört in seinem Besitz. Auch Hammurapi (1792–1750 v. Chr.) meldet die Eroberung von Isin. Am Ende der altbabylonischen Zeit wird es ruhig um Isin und die Nachrichten versiegen.
Später befand sich die Stadt unter kassitischer Herrschaft, bis schließlich die II. Dynastie von Isin in der Zeit von 1158 bis 1027 v. Chr. mit Nabu-kudurri-usur I. (1124–1103 v. Chr.) als bekanntestem König die Kontrolle über Babylonien gewann. Im 1. Jahrtausends v. Chr. gehörte die Stadt zum neubabylonischen Reich.

## Archäologischer Befund
Die ältesten Objekte, die in Isin gefunden wurden, stammen aus dem Chalkolithikum, aus der Obed-Zeit und Uruk-Zeit. Architektonische Befunde – Privathäuser und der Tempel der Stadtgöttin Gula – sind aus dem 3. bis 1. Jahrtausend v. Chr. belegt. Die meisten Kleinfunde stammen aus der Isin-Larsa-Zeit, darunter Tontafelarchive, in denen sich unter anderem eine Gesetzessammlung des Königs Lipit-Ištar (1934–1924 v. Chr.) befand.

## Forschungsgeschichte
Im Rahmen eines ersten Surveys 1926 fand R.P. Dougherty an der Oberfläche Material aus dem 3. Jahrtausend v. Chr. Seit diesem Zeitpunkt wurde das Gebiet immer wieder von Raubgräbern heimgesucht. Reguläre Ausgrabungen fanden von 1973 bis 1989 unter der Leitung von Barthel Hrouda (LMU München) unter der Schirmherrschaft der Bayerischen Akademie der Wissenschaften statt. Bedingt durch die problematische Sicherheitslage des Landes seit dem letzten Irakkrieg (2003) ist das Stadtgebiet von Isin, wie viele andere archäologische Fundstätten auch, massiv ausgeraubt worden.